# Domica
Domica is een grot die onderdeel uitmaakt van de Slowaakse Karst in Slowakije. Deze maakt op zijn beurt weer deel uit van de grotten van de Aggtelek Karst en Slowaakse Karst die sinds 1985 op de werelderfgoedlijst van de UNESCO staan vermeld. Domica is ontdekt in 1926 door Ján Majko. De grot heeft een lengte van 5140m, waarvan er sinds 1932 1600m is opengesteld voor publiek. Domica sluit aan op de Baradlagrot gelegen in Hongarije.

## Galerij

Domica
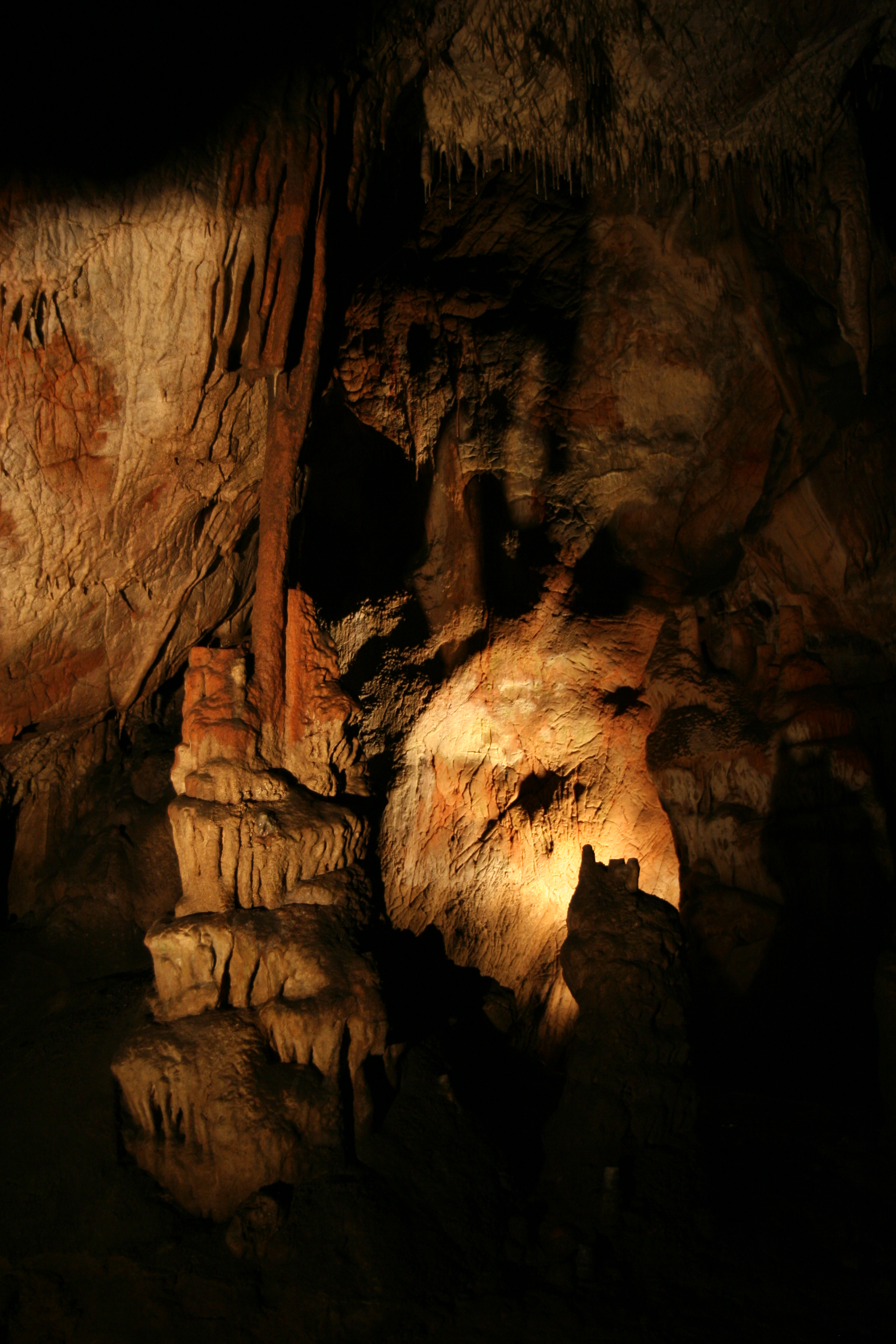
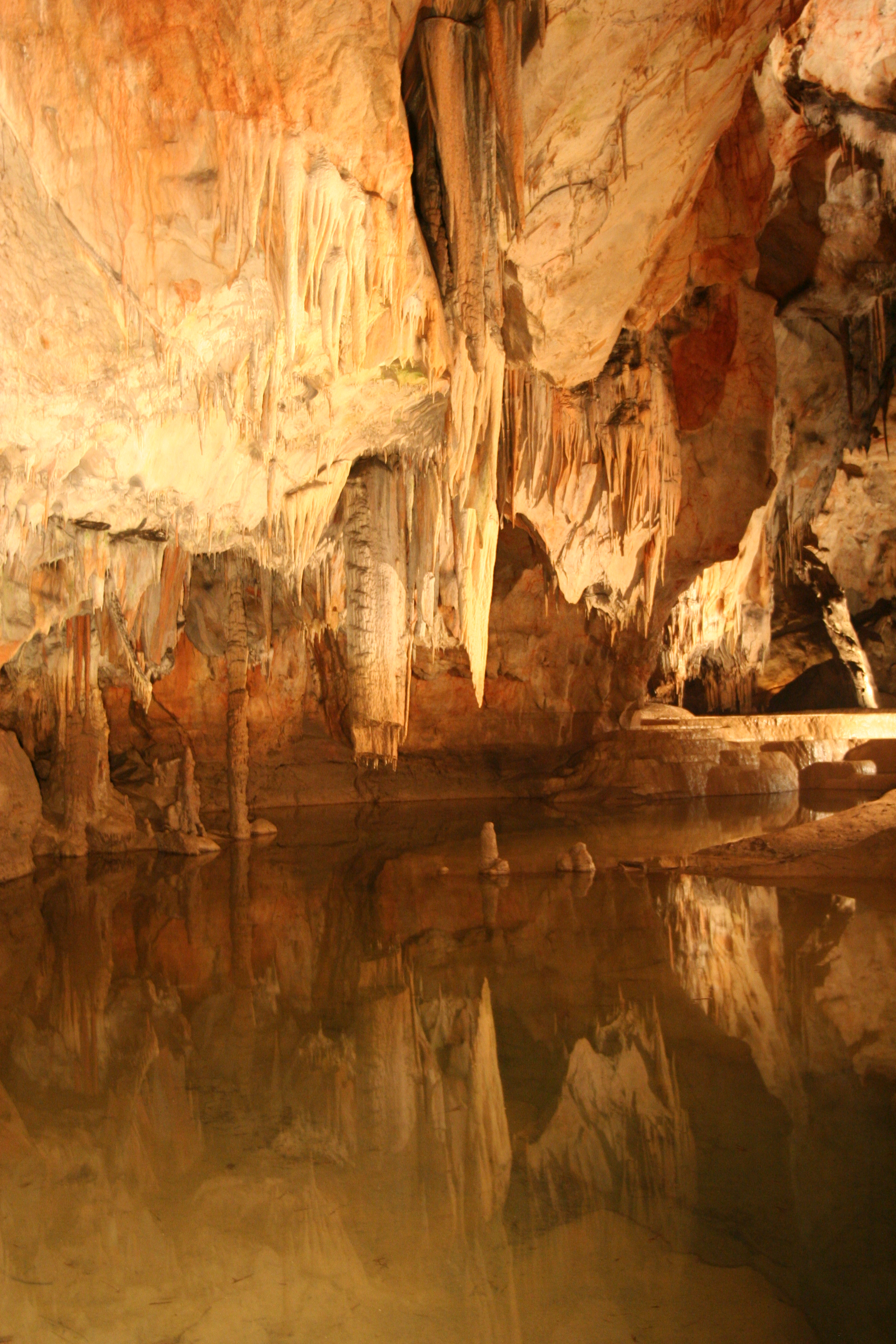
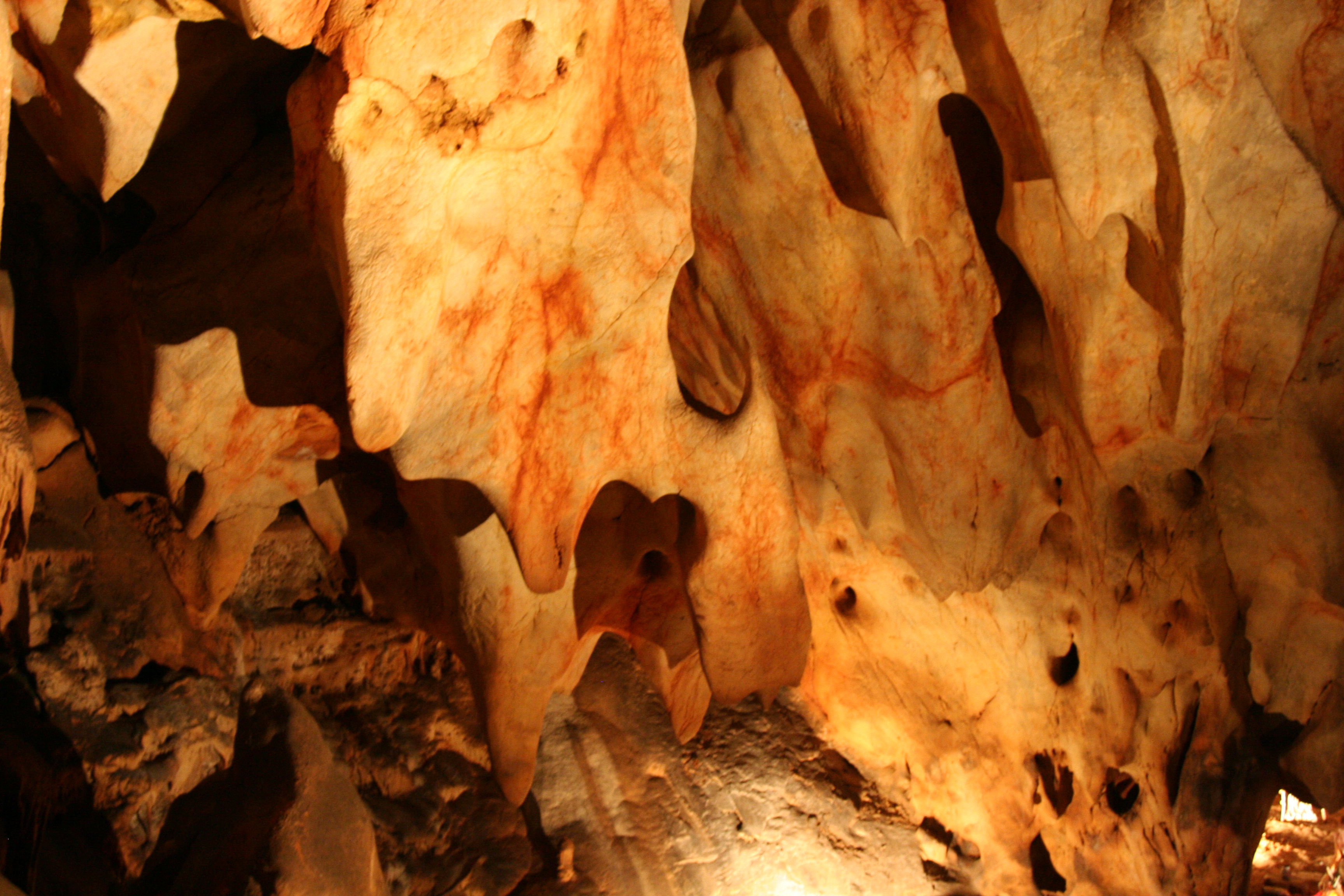
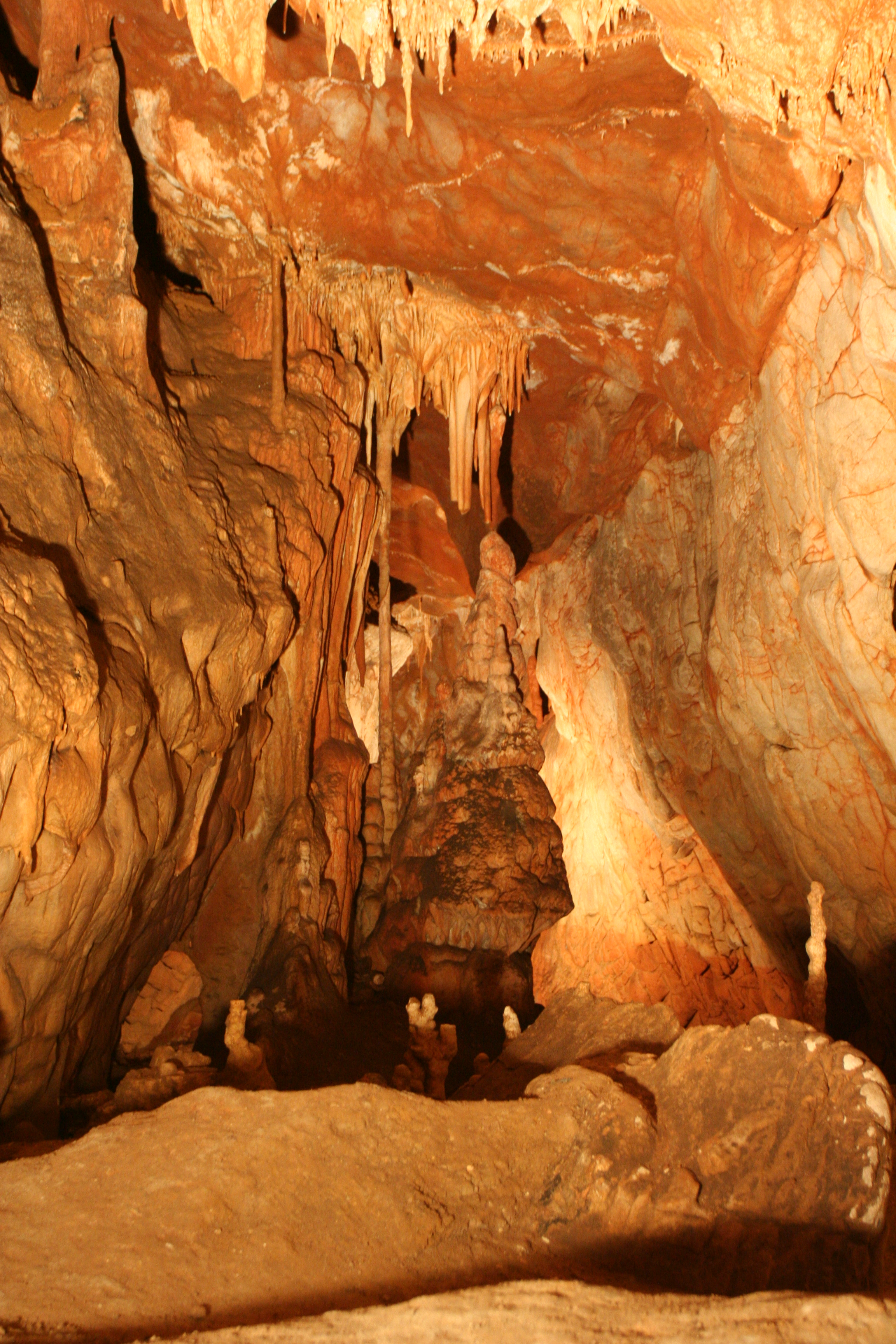